# Жозеф Питон дьо Турнфор
Жозеф Питон дьо Турнфор (на френски: Joseph Pitton de Tournefort) е френски ботаник. Той е един от основоположниците на систематиката на растенията и е първият, дал ясна дефиниция на понятието род.

## Биография
Жозеф Питон дьо Турнфор е роден през 1656 година в Екс ан Прованс. Учи в йезуитско училище, като се очаква да стане църковен служител, но след смъртта на баща си започва да се занимава с ботаника. Учи известно време медицина в Монпелие и през 1683 година е назначен за преподавател по ботаника в Ботаническата градина в Париж. През 1694 година публикува основния си труд „Eléments de botanique, ou Méthode pour reconnaître les Plantes“ („Елементи на ботаниката или метод за разпознаване на растенията“).
През 1700 – 1702 година Турнфор, заедно с Андреас Гундесхаймер и художника Клод Обрие, предприема пътуване до Източното Средиземноморие, Константинопол, Армения и Грузия, като събира растения и прави други наблюдения. Резултатите от това пътуване са публикувани посмъртно под заглавие „Relation d'un voyage du Levant“ („Отчет за едно пътуване в Леванта“).
Жозеф Питон дьо Турнфор умира през 1708 година в Париж, прегазен от кола.